# Nishiuwa
El distrito de Nishiuwa (西宇和郡 Nishiuwa-gun?) es un distrito (郡 gun?) de la prefectura de Ehime. Tiene una población de 12 580 habitantes y una superficie de 94,34 km² (2004). En la actualidad está conformado por el pueblo de Ikata.

## Historia
Una serie de excisiones y fusiones son las que han conducido a la actual situación administrativa. Los hitos principales han sido:
- 1878: se crea el distrito de Nishiuwa por la división del distrito de Uwa (宇和郡 Uwa-gun?).
- 1898: en febrero la Villa de Hirano (平野村 Hirano-mura?) (actualmente parte de la Ciudad de Oozu) pasa al Distrito de Kita.
- 1914: el 1 de agosto la Villa de Kawanoishi (川之石村 Kawanoishi-mura?) pasa a ser el Pueblo de Kawanoishi (川之石町 Kawanoishi-chō?).
- 1921: el 3 de septiembre la Villa de Mikame (三瓶村 Mikame-mura?) pasa a ser el pueblo de Mikame.
- 1928: el 1 de julio la villa de Kamiyama (神山村 Kamiyama-mura?) pasa a ser el pueblo de Kamiyama (神山町 Kamiyama-chō?).
- 1930: el 1 de enero el pueblo de Yawatahama (八幡浜町 Yawatahama-chō?) absorbe la Villa de Yanozaki (矢野崎村 Yanozaki-mura?).
- 1935: el 11 de febrero se fusionan los pueblos de Yawatahama y Kamiyama, y las villas de Senjo (千丈村 Senjō-mura?) y Shitada (舌田村 Shitada-mura?), formando la Ciudad de Yawatahama.
- 1955: el 1 de enero el pueblo de Mikame absorbe las villas de Nikifu (二木生村 Nikifu-mura?), Mishima (三島村 Mishima-mura?) y partes de la villa de Futaiwa (双岩村 Futaiwa-mura?).
- 1955: el 1 de febrero la ciudad de Yawatahama abosorbe las villas de Futaiwa, Hizuchi (日土村 Hizuchi-mura?), Maana (真穴村 Ma'ana-mura?) y Kawakami (川上村 Kawakami-mura?).
- 1955: el 31 de marzo se fusionan el Pueblo de Kawanoishi y las villas de Isotsu (磯津村 Isotsu-mura?), Miyauchi (宮内村 Miyauchi-mura?) y Kisuki (喜須木村 Kisuki-mura?), formando el pueblo de Honai.
- 1955: el 31 de marzo se fusionan los pueblos de Ikata (伊方村 Ikata-mura?) y Machimi (町見村 Machimi-mura?), formando el pueblo de Ikata.
- 1955: el 31 de marzo se fusionan las villas de Kanmatsuna (神松名村 Kanmatsuna-mura?) y Misaki (三崎村 Misaki-mura?), formando el pueblo de Misaki.
- 1956: el 1 de junio se fusionan las villas de Mitsukue (三机村 Mitsukue-mura?) y Yotsuhama (四ツ浜村 Yotsuhama-mura?), formando el Pueblo de Seto.
- 2004: el 1 de abril el Pueblo de Mikame se fusiona con pueblos del distrito de Higashiuwa (Uwa, Nomura, Akehama y Shirokawa), formando la ciudad de Seiyo.
- 2005: el 28 de marzo la ciudad de Yawatahama abosorbe el pueblo de Honai.
- 2005: el 1 de abril el pueblo de Ikata absorbe los pueblos de Seto y Misaki.